# Brachistosternus paulae
Espèce
Brachistosternus paulae est une espèce de scorpions de la famille des Bothriuridae.

## Distribution
Cette espèce est endémique de la province de Santa Cruz en Argentine.

## Description
Le mâle holotype mesure 42,50 mm et la femelle paratype 41,00 mm, les mâles mesurent de 33 à 45 mm et les femelles de 34 à 45 mm.

## Étymologie
Cette espèce est nommée en l'honneur de Paula Korob.

## Publication originale
- Ojanguren Affilastro, 2003 : The genus Brachistosternus in Argentina, with a description of A new patagonian species (Scorpiones, Bothriuridae). The Journal of Arachnology, vol. 31, no 3, p. 317–330 (texte intégral).